# 馬利尼安基納斯足球會
馬利尼安基納斯足球會（Marignane Gignac Football Club）是一支位於法國馬里尼昂的職業足球會，目前於法國全國乙組聯賽角逐。

## 外部連結
- 官方网站